# ماني مانويل
ماني مانويل (بالإنجليزية: Manny Manuel)‏ هو مغني أمريكي، ولد في 1 ديسمبر 1972 في Orocovis, Puerto Rico ‏ في الولايات المتحدة.

## وصلات خارجية
- ماني مانويل على موقع ميوزك برينز (الإنجليزية)
- ماني مانويل على موقع أول ميوزيك (الإنجليزية)
- ماني مانويل على موقع ديسكوغز (الإنجليزية)